# Здунська Воля
Здунська Воля (пол. Zduńska Wola) — місто в центральній Польщі.
Адміністративний центр Здунськовольського повіту Лодзького воєводства.

## Демографія
Демографічна структура станом на 31 березня 2011 року:
|          | Загалом | Допрацездатний вік | Працездатний вік | Постпрацездатний вік |
| -------- | ------- | ------------------ | ---------------- | -------------------- |
| Чоловіки | 21018   | 4061               | 14736            | 2221                 |
| Жінки    | 23195   | 3851               | 13842            | 5502                 |
| Разом    | 44213   | 7912               | 28578            | 7723                 |

## Уродженці
- Макс Фактор(1872 - 1938)  — польсько-американський бізнесмен.
- Максиміліан Марія Кольбе(1894 - 1941)  — польський святий францисканець.
- Рафал Августиняк(* 1993)  — польський футболіст.